# Трисул
Трису́л (хинди त्रिशूल) — группа, состоящая из трёх горных вершин в западной части Гималаев. Находится на территории региона Кумаон индийского штата Уттаракханд, в 15 км западнее наивысшей вершины региона — Нанда-Деви (7816 м).
В 1907 году горная вершина Трисул была впервые покорена англо-французской экспедицией Т. Г. Лонгстаффа с проводниками братьями Б. и К. Брохерел.
Поблизости от неё расположены ещё две вершины с названиями Трисул:
- Трисул II — 6 690 метров
- Трисул III — 6 007 метров